# گرابوونیتسا (استان اشوی‌داشکسیه)
گرابوونیتسا (به لهستانی: Grabownica) یک منطقهٔ مسکونی در لهستان است که در گمینا ووپوشنو واقع شده‌است. گرابوونیتسا ۲۰۲ نفر جمعیت دارد.